# Golden Eighties
Pour plus de détails, voir Fiche technique et Distribution.
Golden Eighties est un film franco-belge de Chantal Akerman sorti en 1986. Il s'agit d'une comédie musicale.

## Synopsis
Alors que pointe la crise économique des années 1980 où les ventes s'amoindrissent, les commerçants et leurs employés d'une galerie marchande se laissent aller à leurs désirs : amours et rencontres se mêlent, se font et se défont sous l'égide d'un badinage inconstant et de plaisirs à se sentir aimé... de loin ! L'institution du mariage fait envie mais reste improbable tandis que les couples mariés et déjà établis résistent sans raison hormis, peut-être, le fait de pouvoir poursuivre et sauver leurs affaires commerciales. Rêver à l'amour devient donc une occupation qui se célèbre, comme dans une comédie musicale où tout est faux et heureux. Plusieurs femmes et hommes s'y emploieront avec vigueur comme pour illustrer le fait qu'un désir n'est jamais perdu : il peut ressortir quelque part, chez quelqu'un, ailleurs.

## Fiche technique
- Réalisation : Chantal Akerman, assisté de Serge Meynard
- Scénario : Chantal Akerman, Pascal Bonitzer, Henry Bean, Jean Gruault et Leora Barish
- Musique : Marc Hérouet
- Photographie : Gilberto Azevedo
- Conception du décor : Michel Boermans
- Chef décorateur : Serge Marzolff
- Montage : Francine Sandberg
- Costumes : Pierre Albert
- Coiffure : Agathe Dupuis
- Maquillage : Éliane Marcus et Nicole Mora
- Producteur : Martine Marignac
- Sociétés de production : La Cecilia, Paradise Films et Limbo Film AG
- Pays :  France,  Belgique,  Suisse
- Langue : français
- Format : couleur - 1.66 : 1 - 35 mm - Mono
- Genre : comédie, musical
- Durée : 96 minutes
- Sortie :
  - France : mai 1986 (Festival de Cannes) (première) ; 25 juin 1986

## Distribution
- Delphine Seyrig : Jeanne Schwartz
- Charles Denner : monsieur Schwartz
- John Berry : Ely
- Myriam Boyer : Sylvie
- Nicolas Tronc : Robert Schwartz
- Lio : Mado
- Fanny Cottençon : Lili
- Jean-François Balmer : monsieur Jean
- Pascale Salkin : Pascale
- Roselyne Brunet : coiffeuse #1
- Nathalie Richard : coiffeuse #2
- Dominique Rousseau : coiffeuse #3
- Laurence Camby : coiffeuse #4
- Muriel Combeau : coiffeuse #5
- Solenn Jarniou : coiffeuse #6
- Charlotte Léo : coiffeuse #7
- Emma Wolff : coiffeuse #8
- Claire-Marie Zenska : coiffeuse #9
- Olivier Achard : garçon #1
- Laurent Allaire : garçon #2
- Dominique Compagnon : garçon #3
- Simon Reggiani : garçon #4
- Françoise Goussard : la vendeuse
- Marie Pillet : la cliente mère
- Isabelle Gruault : sa fille adolescente
- Nathalie Guérin : la fille à la jupe fendue
- Kathy Guisard : Sonia